# Yodo-dono
Pour les articles homonymes, voir Chacha.
 (janvier 2025).
Si vous disposez d'ouvrages ou d'articles de référence ou si vous connaissez des sites web de qualité traitant du thème abordé ici, merci de compléter l'article en donnant les références utiles à sa vérifiabilité et en les liant à la section « Notes et références ».
Yodo-dono (淀殿, née en 1567 ou en 1569 et morte le 4 ou 5 juin 1615), également appelée Yodogimi ou Chacha (茶々), est une figure importante de la fin de l'époque Sengoku. Elle était concubine et deuxième épouse de Hideyoshi Toyotomi, qui était alors l'homme le plus puissant du Japon. Elle est également la mère de son fils et successeur, Hideyori. Après la mort de Hideyoshi, elle a gardé le deuil, elle est devenue nonne bouddhiste et a pris le nom de Daikōin (大広院).
La grande richesse et les positions changeantes de son mari et de son fils ont également affecté la vie de Yodo-dono. Les registres des marchands de produits de luxe donnent un aperçu du mécénat et des goûts des dames de la classe privilégiée comme Yodo-dono.

## Généalogie
Yodo-dono, également appelé Chacha (茶々) dans sa jeunesse, était l’aînée des trois filles du daimyo de période Sengoku, Nagamasa Asai. Sa mère, Oichi, était la plus jeune des sœurs de Nobunaga Oda.
Après la mort de Nagamasa, Hideyoshi Toyotomi est devenu le père adoptif et le protecteur de Chacha. Son statut social changea quand elle devint sa concubine. Son nom et son statut changèrent encore quand Yodo-dono est devenu la mère de l'héritier mâle du vieux sesshō.
La sœur de Yodo-dono, Ohatsu, était l'épouse de Takatsugu Kyogoku, un puissant daimyo d'Omi.
La plus jeune sœur de Yodo-dono, Oeyo, connue sous le nom d'« Ogō », était l'épouse principale du shogun Hidetada Tokugawa et la mère de son successeur Iemitsu Tokugawa.

## Les premières années
En 1570, son père, Nagamasa, casse son alliance avec Nobunaga Oda et trois ans de combat s'ensuivent jusqu'en 1573, où l'armée de Nobunaga fait le siège du château d'Odani. Nobunaga a cependant demandé un sauf-conduit pour sa sœur, Oichi. Yodo-dono, sa mère et ses deux sœurs sont sorties du château toutes ensemble. Le château d'Odani tomba et le père et le frère de Yodo-dono furent tués.
La mort de Nobunaga en 1582 fut la cause d'un affrontement ouvert entre Katsuie et Hideyoshi Toyotomi pour le problème de la succession. Les forces de Katsuie ont été défaites à la bataille de Shizugatake.
Cependant, avant qu'Oichi ne décède, elle mit Chacha et ses autres filles sous la protection de Hideyoshi.

## Concubine de Hideyoshi
Yodo-dono est devenu la concubine de Hideyoshi et a emménagé au château de Yodo (dont elle a pris le titre). L'épouse de Hideyoshi, Nene, était stérile ; ainsi, dame Yodo hérita de plusieurs de ses privilèges. Elle a eu deux fils avec Hideyoshi, Tsurumatsu, qui est mort jeune, et Hideyori, né en 1593 qui est devenu l'héritier de Hideyoshi.
En 1594, la famille s'est déplacée au château de Fushimi, mais la tragédie commença avec la mort de Hideyoshi en 1598 ; le clan Toyotomi a alors perdu beaucoup de son influence et de son importance. Yodo-dono est partie au château d'Osaka avec son fils Hideyori et a restauré le clan Toyotomi.
Ieyasu Tokugawa, qui a pris le contrôle de Hideyori après la mort de son père, le voyait maintenant comme un obstacle à l'unification du Japon. Il a mis le siège devant le château d'Osaka en 1614, mais l'attaque a échoué ; il a alors signé une trêve avec Hideyori.
Cependant, en 1615, Ieyasu cassa la trêve et attaqua de nouveau le château d'Osaka, qui, cette fois, tomba. Yodo-dono et son fils Hideyori se suicidèrent, mettant fin à la lignée des Toyotomi.

## Dans la fiction

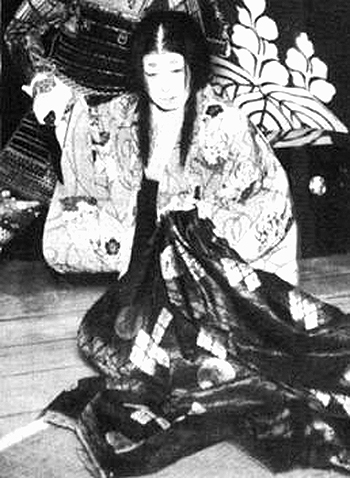
Nakamura Utaemon V jouant Yodo-dono dans la pièce de kabuki Hototogisu Kojō no Rakugetsu.

Dès le XVIIe siècle la pièce de théâtre de marionnettes bunraku Yoshitsune Shin Takadachi, dont l'action se situe officiellement au XIIe siècle pour éviter la censure, fait allusion au siège du château d'Osaka où elle trouva la mort. Le personnage de Shizuka Gozen s'inspire fortement de Yodo-dono.
Un personnage fictif inspiré de Yodo-dono apparaît dans le roman Shogun de James Clavell. Cette protagoniste artificielle est Madame Ochiba, qui déteste Toranaga (Ieyasu Tokugawa) parce qu'il a vraisemblablement compris que son fils n'a pas été engendré par le Taikō (Hideyoshi Toyotomi). Cependant, elle admire et fait confiance à la veuve du Taikō, Yodoko (Nene), qui l'encourage à épouser Toranaga pour que le Japon reste uni, et quand l'héritier, Yaemon (Hideyori Toyotomi) grandit, il peut sans risque prendre le pouvoir. Dans d'autres romans de James Clavell, il est révélé que, tout comme dans l'histoire réelle, Toranaga a par la suite assiégé Ochiba et Yaemon dans leur château, les incitant à se suicider.
Elle apparaît également dans le jeu de Capcom : Onimusha: Dawn of Dreams (Onimusha : Aube des rêves), comme concubine de Hideyoshi Toyotomi et sœur du personnage jouable Ohatsu, qui appelle affectueusement Yodo par son nom d'enfance, « Chacha ».